# Eredivisie 2024/25 (mannenwaterpolo)
Het Eredivisie-seizoen 2024/25 (mannen) was het 125e seizoen waarin in Nederland werd gestreden om het landskampioenschap waterpolo. Aan de competitie namen 12 clubs deel. BZ&PC neemt voor het eerst in 21 jaar weer een plek in in de Eredivisie.

## Teams
| · De Ham Het Ravijn Polar Bears PSV Zuid-Holland ZPC Amersfoort UZSC ZV de Zaan Locatie teams in Eredivisie 2021/22 | · BZ&PC MNC Dordecht WIDEX GZC Donk ZPB H&L Productions ZVL-1886 Center Locatie Zuid-Hollandse Eredivisieteams |

| Club                | Plaats      |
| ------------------- | ----------- |
| MNC Dordrecht       | Dordrecht   |
| De Ham              | Krommenie   |
| Het Ravijn          | Nijverdal   |
| Polar Bears         | Ede         |
| PSV                 | Eindhoven   |
| ZPC Amersfoort      | Amersfoort  |
| BZ&PC               | Bodegraven  |
| UZSC                | Utrecht     |
| WIDEX GZC Donk      | Gouda       |
| ZPB H&L Productions | Barendrecht |
| ZV de Zaan          | Zaandam     |
| ZVL-1886 Center     | Leiden      |

## Standen

### Stand
| Pos | Team                | Wed | W  | G | V  | Ptn | DV  | DT  | +/−  | Kwalificatie of degradatie        |
| --- | ------------------- | --- | -- | - | -- | --- | --- | --- | ---- | --------------------------------- |
| 1   | ZV de Zaan          | 22  | 22 | 0 | 0  | 66  | 372 | 188 | +184 | Play-offs voor kampioenschap      |
| 2   | ZPC Amersfoort      | 22  | 15 | 4 | 3  | 49  | 311 | 255 | +56  | Play-offs voor kampioenschap      |
| 3   | WIDEX GZC Donk      | 22  | 16 | 1 | 5  | 49  | 330 | 217 | +113 | Play-offs voor kampioenschap      |
| 4   | UZSC                | 22  | 16 | 0 | 6  | 48  | 312 | 224 | +88  | Play-offs voor kampioenschap      |
| 5   | Het Ravijn          | 22  | 13 | 2 | 7  | 41  | 283 | 254 | +29  | Play-offs voor kampioenschap      |
| 6   | ZPB H&L Productions | 22  | 10 | 2 | 10 | 32  | 285 | 253 | +32  | Play-offs voor kampioenschap      |
| 7   | PSV                 | 22  | 9  | 2 | 11 | 29  | 243 | 249 | −6   | Play-offs voor kampioenschap      |
| 8   | ZVL-1886 Center     | 22  | 9  | 1 | 12 | 28  | 245 | 257 | −12  | Play-offs voor kampioenschap      |
| 9   | De Ham              | 22  | 7  | 3 | 12 | 24  | 268 | 284 | −16  |                                   |
| 10  | Polar Bears         | 22  | 4  | 2 | 16 | 14  | 203 | 277 | −74  |                                   |
| 11  | MNC Dordrecht       | 22  | 2  | 1 | 19 | 7   | 174 | 345 | −171 |                                   |
| 12  | BZ&PC               | 22  | 0  | 0 | 22 | 0   | 159 | 382 | −223 | Degradatie naar de Eerste divisie |